# Schloss Ainwalding

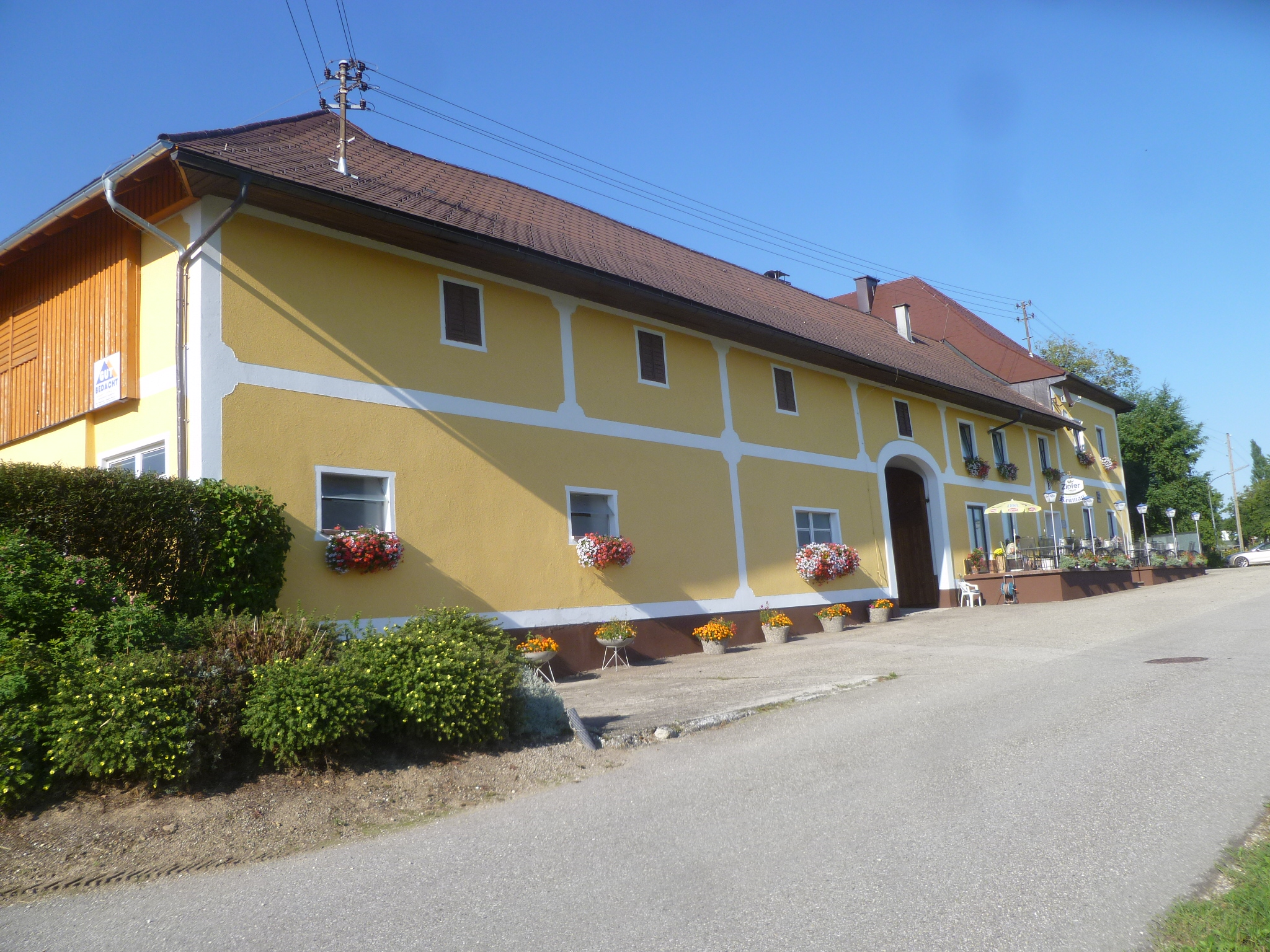
Schloss Ainwalding, heute Gasthof Neumayr

Das Schloss Ainwalding liegt im gleichnamigen Ortsteil der Gemeinde Ungenach im Bezirk Vöcklabruck von Oberösterreich (Ainwalding 2).

## Geschichte

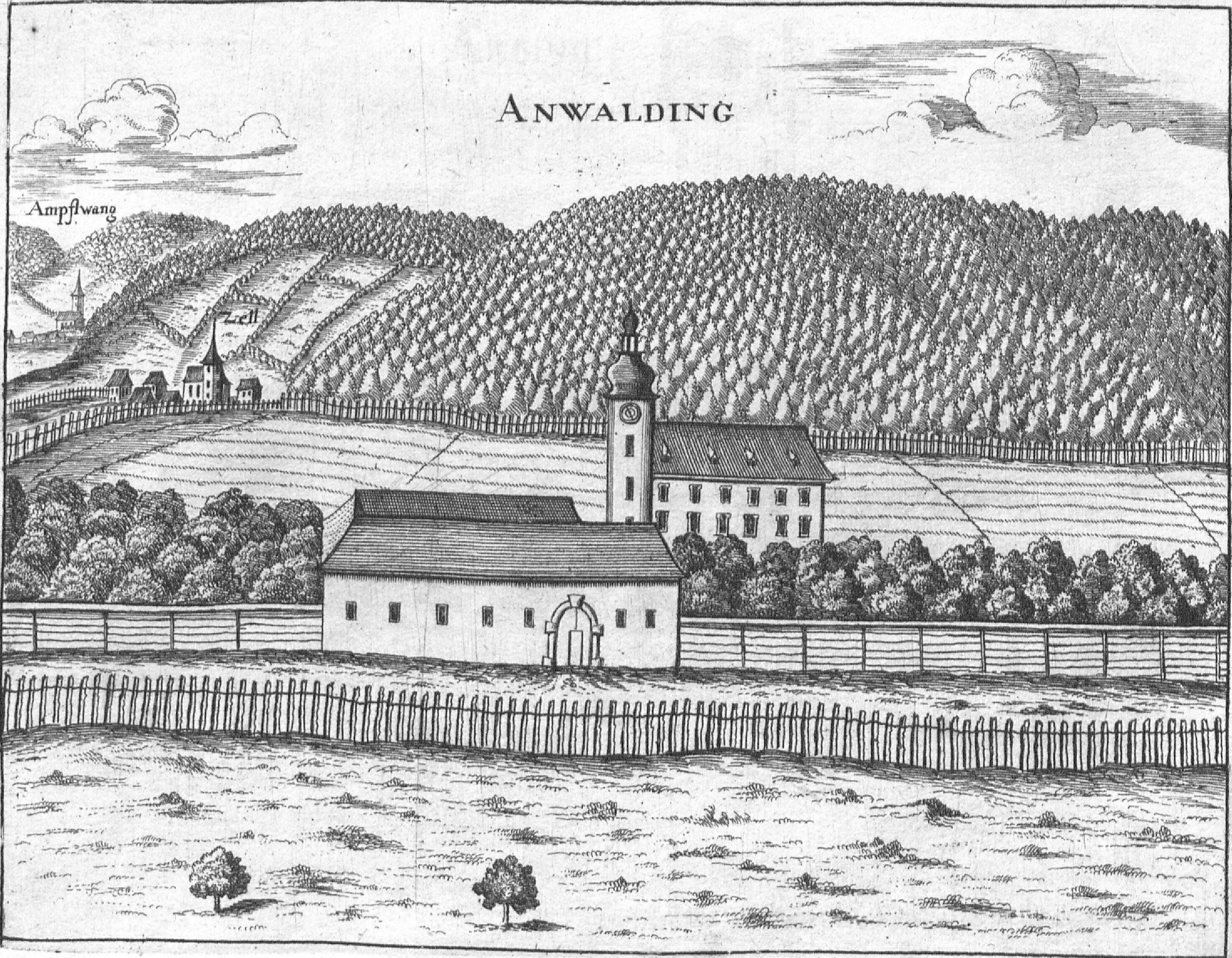
Schloss Ainwalding nach einem Stich von Georg Matthäus Vischer

Mit Gottschalk Aboltinger (Anwaltinger), einem zur Burg Starhemberg dienstpflichtigen Ritter, wird die Burg 1355 erstmals genannt. 1375 wird Ulrich Ainwalding erwähnt, um 1400 wird ein Wernhart angeführt, später werden Seyfried und Konrad Ainwalding genannt, 1443 ist der Sitz im Besitz von Leonhart Ainwalding. 1467 belehnt Kaiser Friedrich III. Tibold Aspan und seinen Bruder Siegmund Anwaldinger mit dem Sitz. 1515 folgt Hieronymus Anwaltinger. Ein Alexander Anwaltinger gilt als letzter der Familie auf Ainwalding; er hat noch 1538 den Verkauf eines Hofes beurkundet. Er war mit Amalia Ennenkl vermählt, die 1566 als Witwe starb.
1574 war Ainwalding im Besitz des Hanns von Fuerttenbach. 1648 kam Ainwaldung dann in den Besitz des Tobias Nütz von Goisernburg, dem auch die Herrschaft Wartenburg gehörte. Der freieigene adelige und unbelehnte Sitz wurde damals an den Pfleger Matthias Adam Ramspeckh und dessen Hausfrau Maria Dorothea verkauft. Die alte Burg war baufällig geworden, wurde abgerissen und dann neu erbaut.
1699 ging das adelige Landgut an den Pfleger von Schloss Ort, Wolfgang Moser, über. Dessen Tochter Maria Katharina, verehelicht mit Karl Ehrmann von Falkenau, verkaufte 1722 Ainwalding ihrem Bruder Wolf Karl Moser, Pfleger auf Waxenberg. 1730 kaufte der neue Besitzer der Herrschaft Wartenburg, Johann Albrecht Reichsgraf St. Julien, das adelige Gut samt dem Herrschaftsbesitz zurück. Auf diesen folgte 1754 Johann Ignaz von Gehlen. 1789 verkaufte der seit 1766 firmierende Inhaber des Schlosses, Johann Georg von Grechtler, den Sitz an Freiherrn Thaddäus von Reischach, der damals auch Inhaber von Schloss Wolfsegg war. 1774 wurde Ainwalding vererbrechtet und schied aus der Landtafel aus. 1847 erwarb Ludwig von Ratzenberg den Sitz. 1856 brannte das Schloss teilweise ab.
1866 ging das Landgut in bäuerlichen Besitz über. 1880 wurde unter der Familie Reumayr aus Ainwalding ein Gasthaus, der jetzige Inhaber ist Adolf Reumayr.

## Schloss Ainwalding einst und jetzt
Auf dem Stich von Georg Matthäus Vischer von 1674 erscheint Ainwalding als ein dreigeschoßiges Gebäude mit einem Zeltdach und einem mächtigen Eckturm, der von einer Zwiebelhaube mit Laterne gedeckt ist. Ein vorgelagerter Meierhof ist mitsamt dem Schloss von einem Palisadenzaun eingesäumt. In dem eingefassten Bereich lagen hinter dem Schloss Felder, vor dem Schloss stehen aber Baumreihen.
Heute sind der Turm des Schlosses und ein Stockwerk abgetragen. Die früher noch vorhandenen schmiedeeisernen Fensterkörbe sind verschwunden. Zwischenzeitlich sind Schloss und vorgelagerter Meierhof zu einem Gebäudekomplex zusammengewachsen. In dem vorderen Gebäudeteil ist der Gasthof Reumayr untergebracht; im Gebäude sind noch alte Gewölbe zu finden. Neben dem Gebäude befindet sich eine neu errichtete Kapelle von 1999.